# Magnus Svensson (innebandyspelare)
Lars Magnus Fredrik Svensson, född 27 maj 1983 i Varberg, är en svensk innebandyspelare. Han spelade för Warberg IC åren 2000 till 2014. I december 2015 gjorde han comeback i klubben och spelade t.o.m. januari 2016.
Magnus Svensson har även representerat Sverige. Han har erövrat två VM-guld (2004 och 2006) och tre SM-guld (2005, 2007 och 2008). Magnus Svensson utsågs till Årets forward 2004/05 i Superligan.
Han är född och uppvuxen i Vinberg och hans moderklubb är Vinbergs IS (VIBS). Han har även spelat fotboll i Vinbergs IF. Magnus Svensson fick sitt internationella genombrott i VM 2004 där Sverige vann guld. 
Magnus Svensson spelar forward och har som kännetecken att alltid "vara bäst när det gäller". Han har nämligen avgjort VM-semifinalen 2004, VM-finalen 2006 och SM-finalen 2005, 2007 och 2008. 
Magnus är känd för sin goda fysik och skarpa målsinne, vilket tog honom till andraplatsen i poängligan 07/08 med sina 55 poäng. Han gjorde 39 mål och vann därmed skytteligan.
I Innebandymagazinet blev han utsedd till Världens bästa spelare 2008. Resultatet är baserat på tidningens redaktion tillsammans med förbundskaptenerna. Det sägs att Magnus fick priset för att han inte bara avgjorde SM-finalen, utan var jämn under hela säsongen.